# HMS Antares (T109)
HMS Antares (T109) var en svensk torpedbåt av Plejad-klass som sjösattes 1956. Utrangerades 1977 och såldes tillsammans med HMS Altair (T108) till en privat köpare i Ronneby. 

## Källor

HMS Antares heraldiska vapen. Antares är stjärnbilden Skorpionens ljusstarkaste stjärna.